# جوردي بيتر
جوردي بيتر (بالهولندية: Jordi Bitter)‏ هو لاعب كرة قدم هولندي في مركز الهجوم، ولد في 19 يناير 1994 في أمستردام في هولندا. شارك مع منتخب هولندا تحت 17 سنة لكرة القدم ومنتخب هولندا تحت 21 سنة لكرة القدم. أما مع النوادي، فقد لعب مع ألميره سيتي وأياكس أمستردام وشباب أياكس.

## وصلات خارجية
- جوردي بيتر على موقع قاعدة بيانات كرة القدم.إي يو (الإنجليزية)
- جوردي بيتر على موقع Soccerway.com (الإنجليزية)